# ماریتا (اوهایو)
ماریتا (به انگلیسی: Marietta) شهری در ایالت اوهایو کشور ایالات متحده آمریکا است که جمعیت آن در سرشماری سال ۲۰۱۰ میلادی، ۱۴٬۰۸۵ نفر بوده‌است.

## نگارخانه

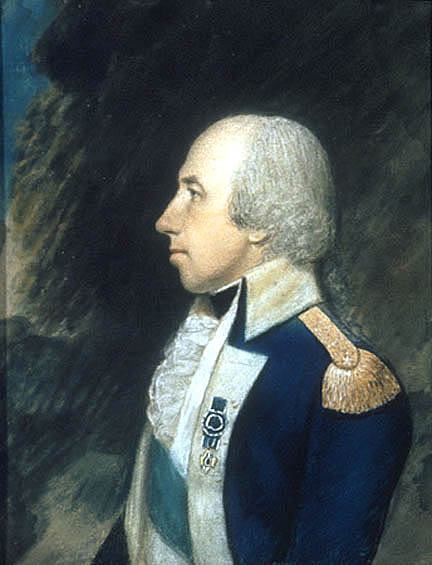
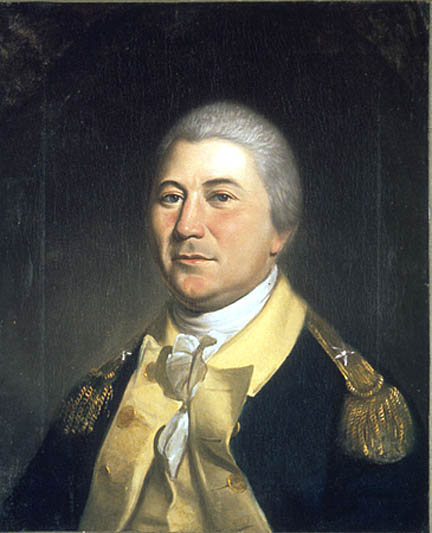
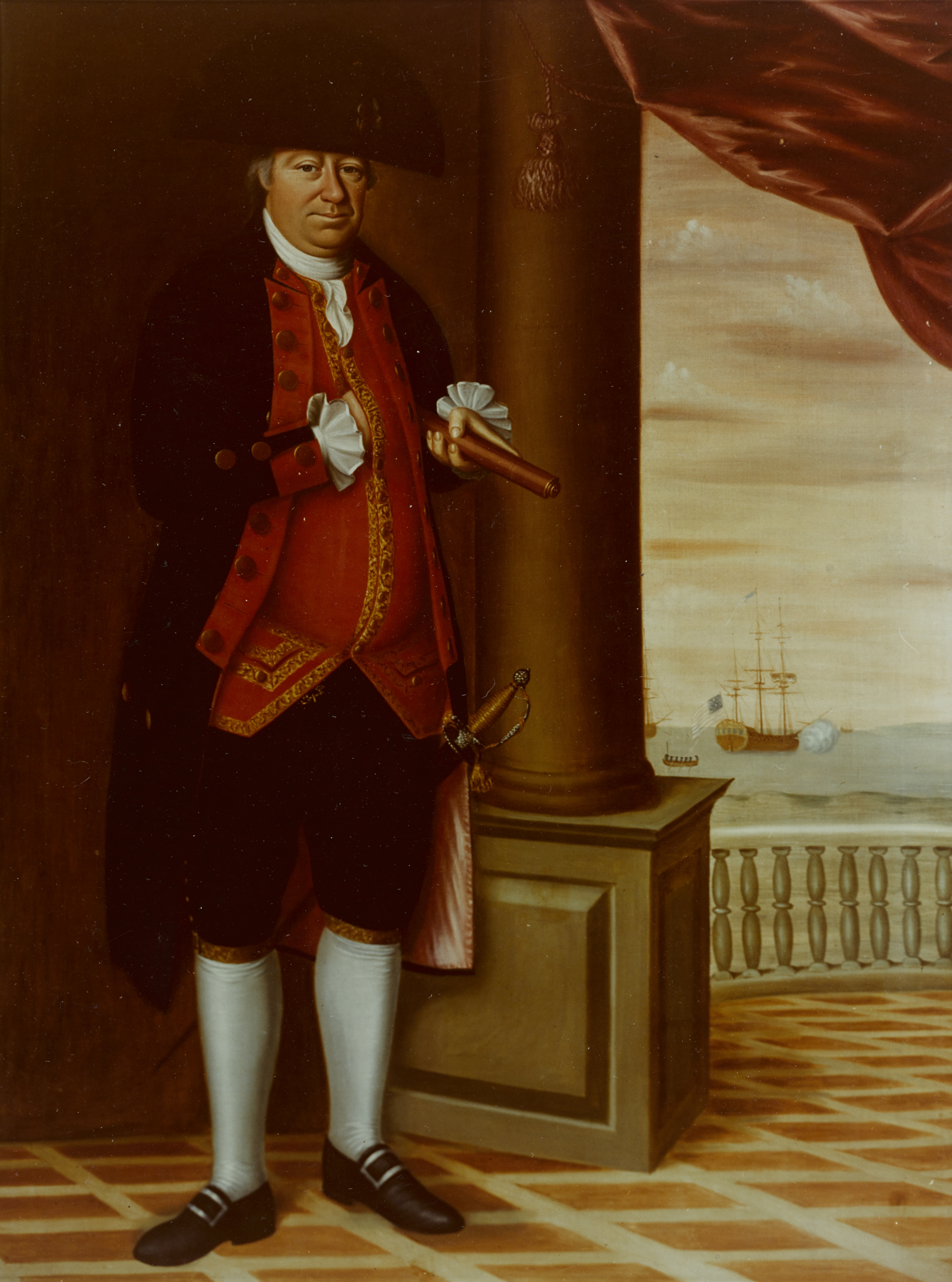